# Life on Mars (serie de televisión de Estados Unidos)
Life On Mars es una serie estadounidense de crimen y ciencia ficción, la cual fue originalmente presentada en ABC desde el 9 de octubre de 2008 al 1 de abril de 2009. Es una adaptación de la serie británica original homónima ganadora del BAFTA producida para la BBC.Coproducida por Kudos Films, 20th Century Fox Television y ABC Studios.
Se trata de un detective de homicidios de la ciudad de Nueva York que súbitamente se encuentra inexplicablemente transportado desde el año 2008 al año 1973. La serie es una adaptación de la serie británica del mismo nombre.
Life On Mars, obtuvo elogios por la crítica local, la actuación, y descripción de 1970, pero sufrió el declive de la teleaudiencia después del estreno. ABC anunció el 2 de marzo de 2009 que no ordenaría una segunda temporada.

## Argumento
La serie cuenta la historia de un detective de la policía de Nueva York, Sam Tyler (Jason O'Mara), quien después de haber sido arrollado por un automóvil en 2008, recobra la conciencia en 1973. La serie fluctúa entre varios géneros como thriller, ciencia ficción y procedimiento policial; la serie sigue siendo ambigua en relación con su idea central, con el protagonista inseguro de su situación.

## Reparto

### Personajes principales
- Detective Sam Tyler (Jason O'Mara): Siempre se encuentra en conflicto con sus valores del 2008 y los valores de sus colegas en 1973, y se ve obligado a confiar en su ingenio cuando la tecnología común que usaba en su vida diaria no está disponible o no existe aún. Tyler es detective de segundo grado, y solo es sobrepasado por Gene Hunt. Frecuentemente usa la cultura pop para referirse a su era y también para sus alias de encubierto, tales como "Luke Skywalker" (para confrontar a su madre en la época, afirmando ser un nombre navajo), "Tom Cruise" y "Sam Bono". Su contraparte en la serie de BBC es DI (DCI en 2006) Sam Tyler. La hija del creador de la versión Británica de Life on Mars nombró al personaje principal "Sam Tyler" basándose en "Rose Tyler" la acompañante del doctor, en Doctor Who.

- Detective Ray Carling (Michael Imperioli): El ambicioso y machista detective del escuadrón de detectives de la 125. Él es arrogante y condescendiente con su mentor, el teniente Gene Hunt. Carling se molesta con la llegada de Tyler, ya que esperaba ser el detective senior de Hunt. Es temperamental con su recatada esposa. Bautiza a Tyler con el apodo de "Spaceman" (‘astronauta’). Su contraparte en la serie original de la BBC es el DS Ray Carling.

- Agente de policía Annie Norris (Gretchen Mol): Uniformada mujer policía que, con posgrado en Psicología, busca ser parte del escuadrón de detectives, Norries lucha constantemente con la actitud sexista acerca del rol de la mujer en la policía. Debido a su género su apodo entre los detectives es "No-Nuts [‘sin huevos’] Norris". Ella es la única en el escuadrón a quien Sam le revela que viene del futuro. Aunque en realidad no le cree, ella está más dispuesta que cualquiera de sus colegas a escuchar y ofrecer algún tipo de asesoramiento sobre su estado mental en lugar de limitarse a decir que es un loco. Después de que una loca profecía de Sam le salva la vida, está menos dispuesta a limitarse a denegar su increíble historia. Annie fervientemente desea llegar a ser detective, como sus camaradas en la 125. Ella es promovida a detective en el capítulo final. Su contraparte en BBC es WPC Annie Cartwright.

- Detective Chris Skelton (Jonathan Murphy): El joven detective junior. Es a veces un poco ingenuo acerca de las exigencias del trabajo policíaco, pero es mucho más amable, suave y mucho más agradable que Ray Carling. También está más dispuesto a considerar que tan loco esta Sam, ya que tiene conocimientos valiosos y útiles a partir del cual los demás pueden aprender algo. A diferencia de sus mayores y más tradicionales colegas, él es fan de la cultura pop actual incluyendo la música glam rock.

- Teniente Gene Hunt (Harvey Keitel): Comandante del escuadrón 125 de detectives, Hunt es un duro policía de más edad, con años en la fuerza policiaca. Él acepta, e incluso alienta los eventuales abusos físicos y la corrupción rampante en las fuerzas de policía. A pesar de que vive por un muy estricto código de lealtad hacia los demás funcionarios y honor a ciudadanos respetuosos de la ley, aunque él personalmente no le gusta. Él es a menudo exasperado por Sam que abiertamente le insiste en hacer las cosas de manera diferente; pero, no obstante, parece haber un respeto a regañadientes a Sam, por su habilidad para resolver crímenes. 
 Su contraparte en la serie original de la BBC es DCI Gene Hunt. 
 En el último capítulo se descubre que Gene Hunt es en realidad el padre de Sam Tyler, y su nombre real es mayor Tom Tyler, quien está con su tripulación en estado de estasis a bordo de la nave  HYDE 1-2-5. El nombre "Gene Hunt", tal como lo dice Ray, viene del hecho de que ellos están buscando vida en el planeta Marte (Life on Mars).

## Historia

### Conspiración ARIES
Uno de los misterios de la serie, muy aparte del viaje en el tiempo de Sam Tyler, es la aparición de minirrobots, y en distintos episodios se los ve entrar o salir de las personas. Sus apariciones se explican en el penúltimo episodio. El nombre del proyecto se conocería como ARIES.
Los minirrobots son moldeadores de almas. Uno de estos había entrado en la cabeza de Sam Tyler, quien recibiría llamadas telefónicas del agente Frank Morgan, con la intención de controlar su alma. Morgan al verse descubierto en su plan trata de convencer a Sam de lanzarse de un edificio para que  logre despertar de su sueño. Annie lo convence a no saltar y al final Morgan es arrestado.

### Final de la serie
Al final se descubre que Sam Tyler y el resto de los personajes eran astronautas que se encontraban durmiendo durante meses en una nave espacial en camino a Marte, en el año 2035. El viaje en el tiempo se debió a que dentro de su cápsula de reposo Sam había elegido como sueño ser un policía en 2008, pero por un error en el sistema de navegación, su sueño fue trasladado a 1973, pero con todos sus recuerdos del 2008. La frase que Sam recuerda es "cualquier lugar extraño en que te encuentres hazlo tu hogar", que se lo había dicho su verdadero padre y que es una clave tanto en el sueño como al despertar.
Algunas claves explicadas fueron:
- 2B: En 1973 era el departamento de Sam, pero en la nave era su cápsula del sueño
- Windy: En 1973 era la vecina de Sam, pero en la nave era un programa de navegación (W1-NDY).
- Aries: El nombre del proyecto del viaje a Marte.
- Sam niño: Se lo veía jugando con naves de juguete, además sus sueños eran ser policía o astronauta.
- Gene Hunt: El personaje en el realidad era el padre de Sam en el futuro, que no se llama Gene sino Thomas Tyler y el nombre se debe a que en el futuro la nave estaba en una "cacería de genes" ("gene hunt", en inglés).
- Hyde: En 1973 era conocida como la estación de policía de donde provenía Sam, pero en realidad era la nave en donde estaba la tripulación.
- La cara de Annie en una revista: En un episodio, Sam explicó que de niño le gustaba jugar en una caja imaginándose que era una nave espacial y mientras lo hacía, le gustaba ver una el rostro de una mujer (Annie) en una revista. En realidad Annie era la comandante de la nave que iba a Marte.
- Fran Morgan: no es un agente que quiere controlar el alma de Sam Tyler, sino el supervisor de la misión a Marte, desde el planeta Tierra.
- Los minirrobots: no eran aparatos malignos que moldeaban las almas de sus víctimas. También se ven en la nave espacial: una vez instalados ex profeso en el cerebro, son los causantes de los sueños de los astronautas en estasis.

Claves no explicadas:
- El hombre del futuro: En un episodio, un personaje (concejal de Nueva York) admite que viene del futuro (2009) al igual que Sam, después de ello muere de un disparo.
- Vic Tyler: El personaje logra explicar la mala relación de Sam Tyler con su padre en el futuro, pero no se logra aclarar si el suceso del abandono fue real, y por qué, en el futuro, el padre de Sam se llama Tom, no Vic.

Todas estas claves no resueltas se deben a que los realizadores no esperaban que la serie fuera cancelada tan pronto por la cadena ABC. Por este motivo, se vieron obligados a desarrollar un final algo apresurado e incoherente.

## Desarrollo

### Producción
El productor ejecutivo y escritor del piloto de la serie fue David E. Kelley, pero después entregó la producción a otros. Los productores ejecutivos del show fueron Josh Appelbaum, Andre Nemec, y Scott Rosenberg, los mismos responsables del drama de ABC October Road.
Luego de revisar el piloto, ABC ordenó una revisión. Varios miembros del reparto y equipo fueron reemplazados, la producción se cambió desde Los Ángeles a Nueva York, para permitir a los productores tomar ventajas de las recientemente promulgados, créditos fiscales para espectáculos filmados en el estado, el escenario fue cambiado de Chicago a Nueva York, tomando lugar en el ficticio precinto 125 del departamento de policía de Nueva York.
El guion fue reescrito con el permiso de sus escritores originales, para eliminar la "insatisfactoria" ambigüedad de la historia de Sam, en favor de un "elemento mitológico" y un "profundo misterio".

### Casting
Se conversó con John Simm y Philip Glenister, estrellas de la versión original británica, para llevar los papeles en la serie, pero se bajaron en parte por compromisos familiares y en el caso de Glenister en parte debido a un temor de convertirse en "un loco de manicomio".
En el piloto original de ABC, Rachelle Lefevre fue escogida como Annie Cartwright y Colm Meaney como Gene Hunt. Sin embargo, ambos roles fueron reasignados según los cambios en la serie. Después de revisiones por los productores, el actor irlandés-estadounidense Jason O'Mara fue dejado en el papel principal del detective Sam Tyler, y fue el único actor que se conservó del piloto original de ABC. Fue acompañado por Michael Imperioli (ganador del premio Emmy en Los Soprano) en el papel del detective Ray Carling, y Harvey Keitel en el rol del teniente Gene Hunt.
Gretchen Mol desempeñó el papel de compañera de trabajo de Tyler en 1973, Annie Norris. Lisa Bonet (de The Cosby Show, desempeñó el papel del amor de Tyler en 2008, Maya Daniels, reemplazando a Stephanie Chaves-Jacobsen. Y el detective Chris Skelton fue desempeñado por Jonathan Murphy.

### Estreno
La serie se estrenó en Estados Unidos el 9 de octubre de 2008 en ABC, siguiendo Grey's Anatomy. Internacionalmente fue estrenada en el canal Global de Canadá, y Network ten de Australia. En Latinoamérica la serie fue estrenada el 15 de marzo de 2009 por el canal FX siguiendo de Prison Break en el horario de martes en la noche. El 20 de noviembre de 2008, ABC ordenó cuatro episodios adicionales a los trece episodios originales, Después de su pausa (hiatus) de invierno, el 28 de enero de 2008 la serie fue cambiada al horario de miércoles en la noche, siguiendo Lost.
El 9 de marzo de 2009, ABC anunció que no ordenaría la segunda temporada. La decisión de la cancelación fue con la suficiente antelación para dar tiempo y permitir a los productores concluir la historia de las serie.

### Recepción
Uno de los factores de la mala sintonía de la serie, fue la mala acogida que tuvo con los fanáticos de la serie original, quienes no gustaron de la nueva versión. Por otro lado, gran parte de los fanáticos de la serie no gustaron del final. La serie comenzó con una cuota de 8,2 puntos en el horario de máxima audiencia, pero bajó hasta poco más de 3 puntos en sus últimos episodios.
- Datos: Q3832194